# خاندان والریا
خاندان والریا (انگلیسی: Valeria gens) یک خانواده پدری در روم باستان بود که از همان آغاز جمهوری تا آخرین دوره امپراتوری روم برجسته بودند.